# Isole Giuba
Le isole Giuba o isole dei Bagiuni (in inglese Bajuni Islands, Bajun Islands o Baajun Islands, in somalo Jasiiradaha Jubbada Hoose o Jasiiradaha Bajuni) si trovano in Somalia, nella parte sud del paese nei pressi di Chisimaio. Questo arcipelago è costituito da isole di origine corallina lunghe e strette poste parallelamente alla costa. Si trovano davanti all'Oltregiuba e fanno parte della regione del Basso Giuba (in somalo infatti si chiamano Jasiiradaha Jubbada Hoose chi significa "isole del Basso Giuba"). Le isole sono raggiungibili da Chisimaio (Somalia) o da Lamu (Kenya).

## Storia
Già conosciute dagli arabi, fino al 1890 parte del Sultanato di Zanzibar, in base all'art. 13 del Patto di Londra, furono cedute al Regno d'Italia col protocollo italo-britannico del 15 luglio 1924 come parte del Commissariato Generale dell'Oltregiuba e annesse alla Somalia italiana il 30 giugno 1926.
Nel 1941 furono occupata dai britannici fino al 1950. Dal 1950 al 1960 furono sotto amministrazione fiduciaria italiana come parte dell'Amministrazione fiduciaria italiana della Somalia.
Il 1º luglio 1960 entrarono a far parte della Somalia. Nel 2012, nell'ambito delle operazioni contro gli estremisti islamici che avevano preso potere durante gli ultimi anni della Guerra civile somala nel sud del Paese, presenti nella zona di Chisimaio e di Mogadiscio, sono state occupate dall'esercito keniota.

## Isole
Le isole più importanti sono:
1. Isola di Chisimaio (conosciuta anche col nome di "Isola del Serpente"). Questa isola è stata unita alla terraferma durante la costruzione del porto di Chisimaio.
2. Isola di Kandhaivu
3. Isola di Fuma
4. Isola di Coiama, è la più grande come superficie e storicamente la più importante con diversi "Pillar tombs"
5. Isola di Ngumi
6. Isola di Thenina
7. Isola di Chovaye
8. Isola di Tegadi
9. Isola di Chula
10. Isola di Chandraa, attualmente disabitata
11. Isola di Darkasi, attualmente disabitata
12. Isola Ambu
13. Isola Gua